# Европейский чемпионат FIA GT3

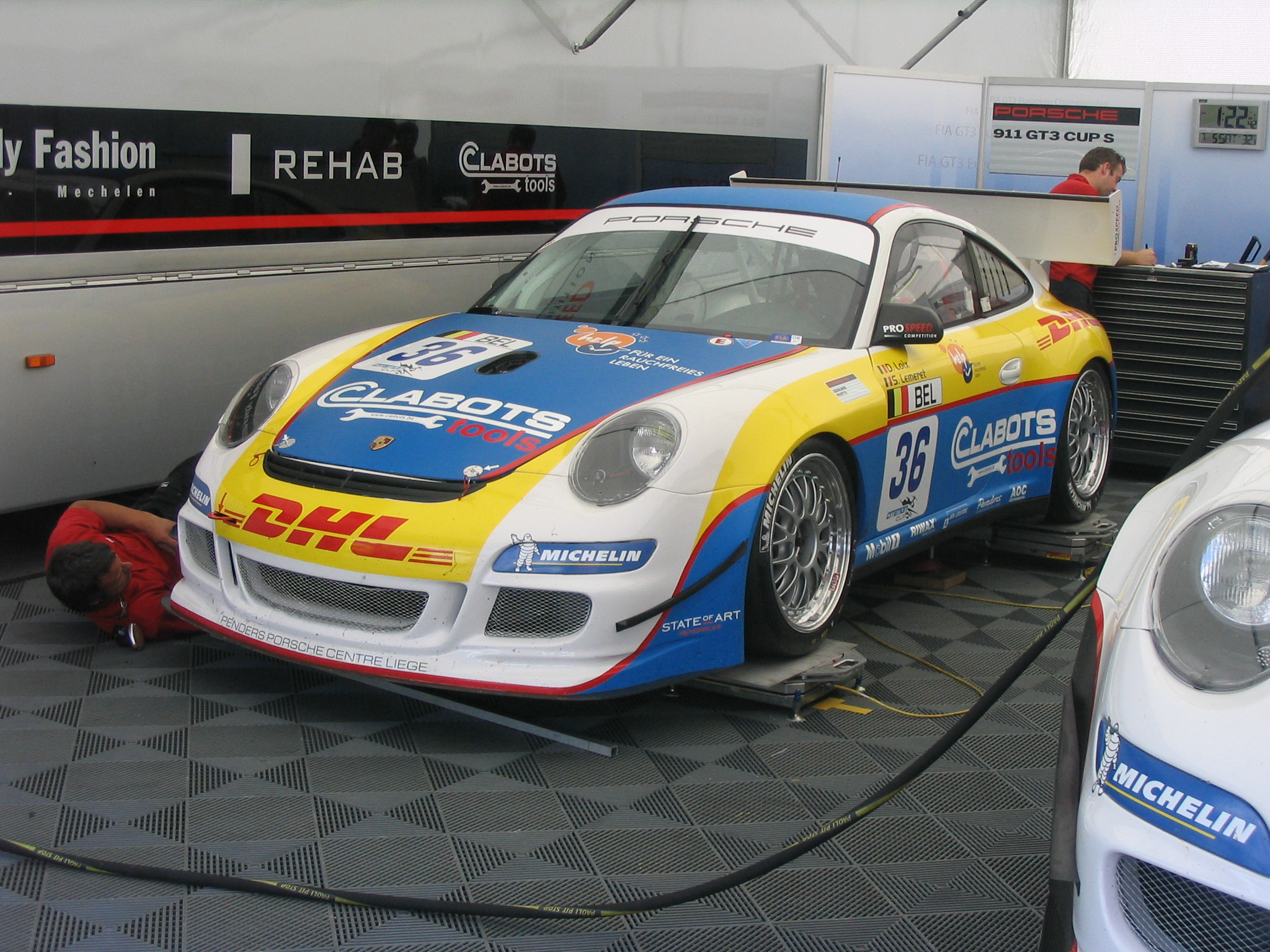
Porsche 997 GT3 Cup S

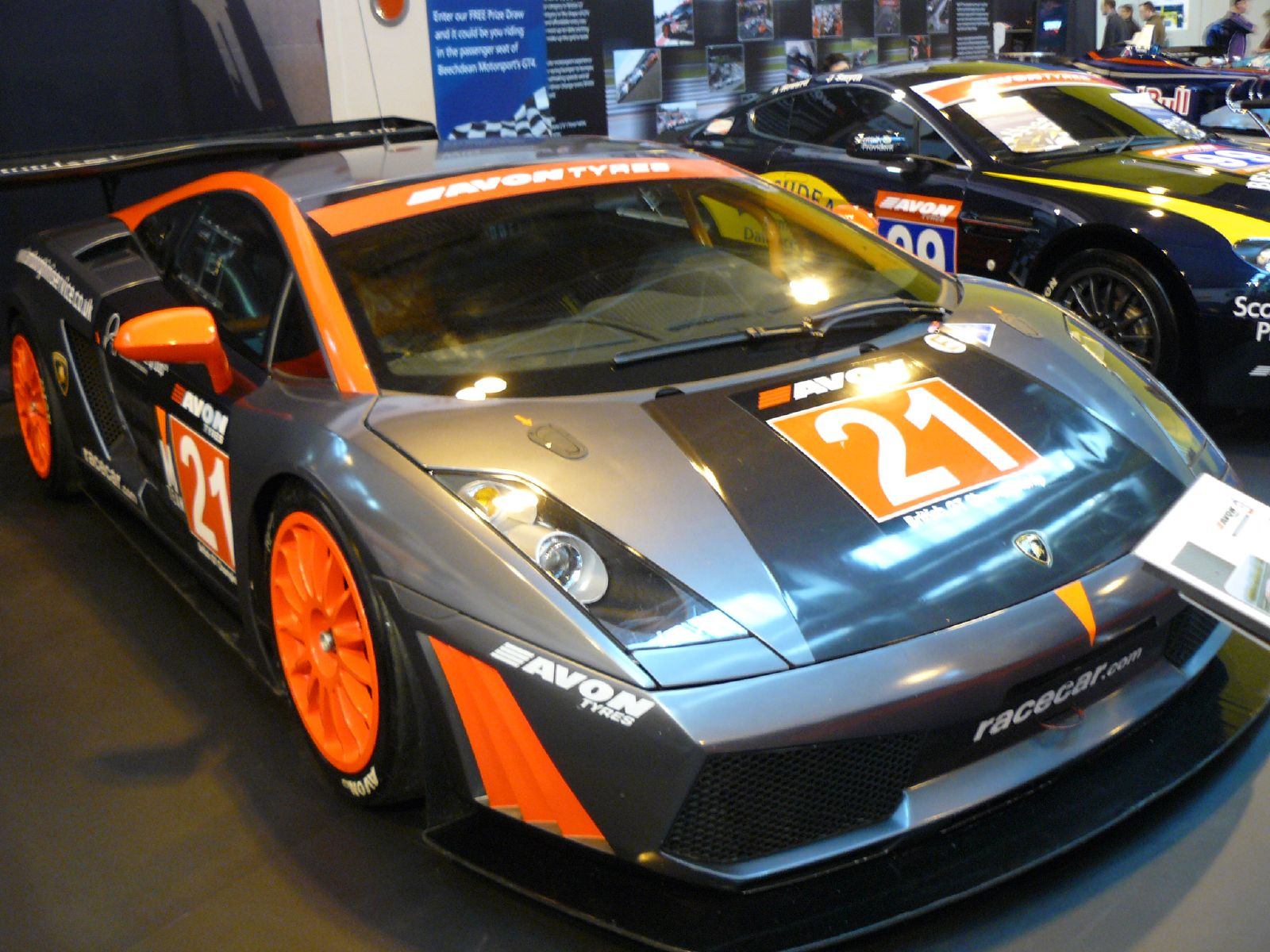
Team Modena Lamborghini Gallardo GT3

Европейский чемпионат FIA GT3 — чемпионат по кольцевым автогонкам на спортивных машинах типа Гран Туризмо, организованный SRO (Stephane Ratel Organization) Стефана Рателя, проводился под эгидой ФИА в 2006-2012 годах. Идея чемпионата восходит к серии FIA GT, но в отличие от неё была ориентирована на непрофессиональных гонщиков на машинах, близких к серийным. Гонки чемпионата проходили в рамках поддержки этапов FIA GT, в то же время в гонке FIA GT 24 часа Спа участники FIA GT3 стартовали наравне с машинами GT1 и GT2, но в своём зачёте.

## Происхождение
Европейский чемпионат FIA GT3 проводился в 2006-2012 годах. Он родился в попытке свести воедино участников многочисленных монокубков ГТ, в том числе Ferrari Challenge и Porsche Carrera Cup.

## Техника
Автомобили GT3 являются более дешёвыми версиями машин старших категорий — GT1 и GT2. В отличие от категорий GT1 и GT2 в GT3 запрещена заводская переделка машин. Производитель может лишь предоставить участнику обычный дорожный автомобиль, который тот сам должен подготовить к гонке, причём изменения ограничены. Это сделано с целью уравнять шансы участников. Все автомобили, выступающие в чемпионате, обязаны получить специальное разрешение ФИА. Перед началом сезона SRO испытывает все допущенные автомобили и объявляет их минимальный вес, что должно уравнять участников на автомобилях разной мощности.
Машины класса GT3:
- BMW Z4 GT3
- Mercedes AMG GT3
- Ascari KZ1-R
- Aston Martin DBRS9
- Audi R8 LMS
- BMW Alpina B6 GT3
- Corvette Z06R GT3
- Dodge Viper Competition Coupe
- Ferrari F430 GT3
- Ford Mustang FR500GT
- Ford GT GT3
- Jaguar XKR GT3
- Lamborghini Gallardo GT3
- Lotus Sport Exige GT3
- Maserati Gran Sport Light
- Morgan Aero 8
- Mclaren 720S GT3
- Porsche 997 GT3 Cup S

В 2007 г. были добавлены Jaguar XKR, Ford Mustang, Ford GT и Morgan, а Venturi Atlantic исключён за отсутствием участников. Mosler Deutschland вместе Rollcentre Racing (официальный импортер Мослеров в Европе) пытались омологировать MT900 GT3, но их заявка была отклонена, хотя они и могут участвовать Belcar и Британского чемпионата ГТ (а также в гонках FIA GT в классе G2). На сезон 2009 г. запланирована омологация Alpina B6GT3 на базе BMW 6й серии, а также Audi R8 GT3 LMS. Команды имели до трёх автомобилей, в экипаже каждого из которых по два гонщика, причём они закреплены за ними на весь сезон.

## Гонщики
Пытаясь обеспечить равенство соревнования и низкие затраты, ФИА не допускала в чемпионат профессиональных гонщиков, отдавая предпочтение «джентльмен-драйверам». ФИА определяет профессиональных гонщиков как лиц, не достигших 55 лет и имеющих:
- Суперлицензию ФИА или Лицензию класса А
- Финиш в Топ10 в таких сериях как Ф3000, А1, GP2, IRL или Champ Car World Series.
- Финиш в Топ6 в любом чемпионате Ф3
- Победу в 24 часах Ле-Мана
- Контракты в заводских командах ведущих автопроизводителей.
- Другие достижения, определяемые FIA и SRO как достаточные для определения профессионального статуса гонщика.

В виде исключения FIA и SRO могут допустить гонщика, имеющего подобные достижения, но достигшего возраста 45 лет.

## Гонки
В течение каждого этапа GT3 проводились две гонки продолжительностью 1 час. В командах, имеющих по 2 машины, в квалификации участвуют по два гонщика на машину, причём в каждой из гонок старт дается с позиции занятой одним из гонщиков в квалификации (а в другой гонке — с позиции другого гонщика). В ходе каждой гонки каждая машина обязана совершить пит-стоп для замены всех 4х покрышек и смены водителя. Очки получают гонщики первых 8 машин по системе 10-8-6-5-4-3-2-1. Причём несмотря на борьбу за победу в общем зачёте автомобиль каждой марки также получает очки в зачете своей марки — поскольку в гонках FIA GT3 участвуют машины монокубков, то они могут набирать очки в зачёт своих кубков.

## Конкуренты
29 ноября 2006 г. ADAC объявил о старте похожего чемпионата, под названием GT Masters, который стал национальным чемпионатом GT3. В 2007 г. он провел 6 этапов, проходивших в рамках поддержки гонки 24 часа Нюрбургринга и этапов ДТМ.
Также категория GT3 набирает популярность и уже допущена в Британском, Австралийском, Французском и Бельгийском чемпионатах GT. Подобные же машины принимают участие и в гонках серии ГрандАм.
В 2007 г. FIA и SRO организовали похожий Европейский Кубок GT4 с ещё менее мощными и приближенными к серийным машинами, а также с ещё большими ограничениями на состав участников.

## Чемпионы
| Год  | Победители личного зачета                                                               | Победитель командного зачета                           |
| ---- | --------------------------------------------------------------------------------------- | ------------------------------------------------------ |
| 2006 | Шон Эдвардс                                                                             | Tech 9 Motorsport (Porsche 997 GT3)                    |
| 2007 | Жиль Ванелле Генри Мозер (Martini Callaway Racing (Chevrolet Corvette)                  | Martini Callaway Racing (Chevrolet Corvette)           |
| 2008 | Анри Пейролс Джеймс Руффье (Martini Callaway Racing (Chevrolet Corvette)                | Matech Racing (Ford GT)                                |
| 2009 | Кристофер Хаасе Кристофер Мис (Phoenix Racing (Audi R8 LMS)                             | Hexis Racing (Aston Martin DBRS9)                      |
| 2010 | Даниэль Кайлвитц Кристиан Хоэнадель (Callaway Competition (Corvette Z06.R GT3)          | Prospeed Competition (Porsche 997 GT3)                 |
| 2011 | Франческо Кастеллаччи Федерико Лео (AF Corse Heico Motorsport (Ferrari 458 Italia GT3)  | Heico Motorsport (Mercedes-Benz SLS AMG GT3)           |
| 2012 | Доминик Бауманн Максимилиан Бук (Heico Gravity-Charouz Team (Mercedes-Benz SLS AMG GT3) | Heico Gravity-Charouz Team (Mercedes-Benz SLS AMG GT3) |